# Parafia św. Floriana w Opatowie
Parafia św. Floriana w Opatowie – parafia rzymskokatolicka w Opatowie, w diecezji kaliskiej, w dekanacie Trzcinica. 
Parafia została erygowana w XII w.. Prowadzą ją księża diecezjalni.